# Ga Ganseok
Ga Ganseok là ga trên Tàu điện ngầm Seoul tuyến 1 và Tuyến Gyeongin.

## Bố trí ga
| ↑ Dongam              |
| \| １２ \| \| ３４ \| |
| Juan ↓                |

| 1     | ● Tuyến 1 | ← Hướng đi Yeoncheon     |
| 2 · 3 | ● Tuyến 1 | → Đường ray tàu tốc hành |
| 4     | ● Tuyến 1 | → Hướng đi Incheon →     |